# Xã Blooming, Quận Grand Forks, Bắc Dakota
Xã Blooming (tiếng Anh: Blooming Township) là một xã thuộc quận Grand Forks, tiểu bang Bắc Dakota, Hoa Kỳ. Năm 2010, dân số của xã này là 295 người.